# Zizi Adel
Zizi Adel  (ALA-LC: ZeeZee, Zeze, en árabe: زيزي عادل‎‎;   26 de octubre de 1987 (37 años) Kuwait) es una cantante egipcia. Adel llamó la atención, en 2005, por primera vez, cuando entró en la segunda serie de Star Academy, quedando tercera a Hisham Abdulrahman y Amani Swissi después de llegar a la semifinal.

## Después de Star Academy
Tras Star Academy, en 2007, Zizi firmó contrato con Rotana Records. Su álbum debut Wahad Tayib Kbeeeeeer Awi (One Good Package), lanzado en 2007, compuesto por ocho temas incluyendo a Hobbo Eja Alayah (Fuego prematuro no contabilizado) y Wahad Tani (Una vez más guiño).
Zizi ganó el "Mejor nuevo artista" por la ART y Mejor álbum de Zahrat Al Kaleej 2007. 
Estudió en el "Instituto de Música Arábica.
Su segundo álbum, lo lanzó en 2009, fue Waed Alia (Alto Prometido), presentando diez canciones.
Ausente de la escena musical durante siete años a causa de la enfermedad de su padre y de su salida en 2014, regresó a la escena musical como solista, firmado contrato con la compañía artística Mohsen Jaber y canales Mazzika, Zizi lanzó el álbum Soy mujer en 2015, así volviendo al escenario.

## Discografía

### Álbumes
- Ana Unthaa أنا أنثى: 2015:عالم الفن، مزيكا
- 2007: Wahda Tayiba
- 2009: Waed Alia وعد علياتا